# Shōzō Sasahara
Pour les articles homonymes, voir Sasahara.
Shōzō Sasahara (笹原 正三, Sasahara Shōzō), né le 28 juillet 1929 à Yamagata et mort le 5 mars 2023, est un lutteur libre japonais.

## Carrière
Concourant dans la catégorie des moins de 62 kg (catégorie poids plumes), Shozo Sasahara remporte le titre aux Jeux olympiques d'été de 1956 à Melbourne. Il est également champion du monde dans cette catégorie en 1954.